# Hans-Martin Küsters

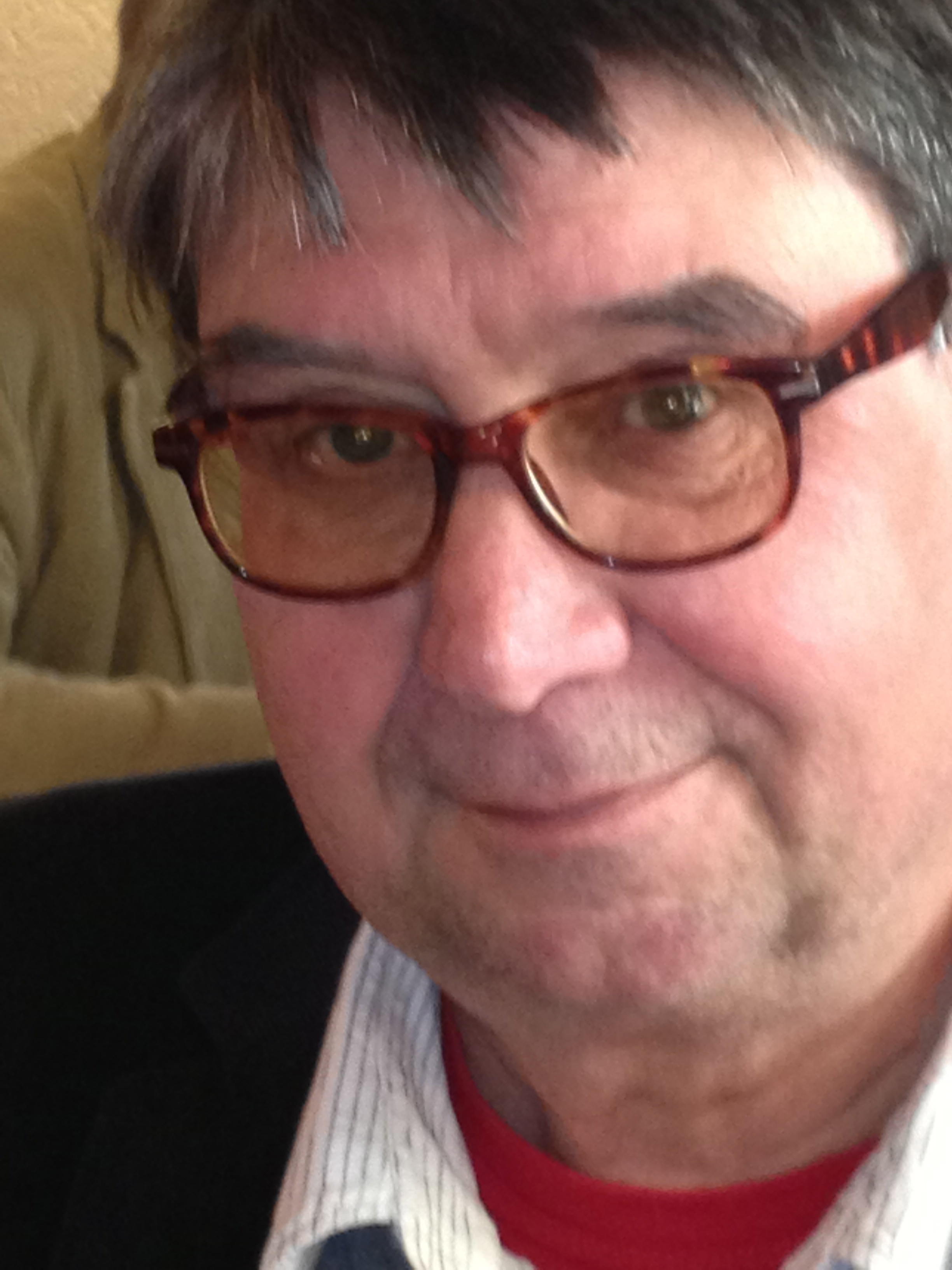
Hans-Martin Küsters (2012)

Hans-Martin Küsters (* 22. Dezember 1946 in Aachen; † 6. Juni 2014 in Salem) war ein deutscher Fotograf und Pädagoge.
Küsters war einer der Autorenfotografen, die in den 1970er Jahren zum Durchbruch der Fotografie als Kunstform in Deutschland beigetragen haben.
Das Sammelwerk „DEUTSCHLAND IM FOTOBUCH“ (Hrsg. Th. Wiegand/M. Heiting, Steidl Göttingen 2011, 492 S.) zählt den Katalog „Hans-Martin Küsters - Ordnung-Eintracht-Frohsinn“ (1980) und den Katalog zur Ausstellung „In Deutschland“ (1979, beide Rheinland Verlag Köln, Hrsg. Kaus Honnef) zu den 273 bedeutendsten Fotobüchern seit 1914, die „Deutschland“ zum Thema haben.
Seit September 2014 liegt das künstlerische Konvolut im Archiv des Rheinischen Landesmuseum Bonn.

## Leben
Hans-Martin Küsters studierte nach dem Abitur am Couven-Gymnasium von 1966 bis 1969 Pädagogik an der Pädagogischen Hochschule Rheinland, Abteilung Aachen, und absolvierte 1969/70 sein Referendariat in Geilenkirchen, dem von 1970 bis 1972 ein Aufbaustudium in Heilpädagogik in Köln folgte.
Von 1972 bis 2007 arbeitete er als Sonderschullehrer im Kreis Aachen, ab 1990 als Kooperationslehrer für die Integration behinderter Kinder an Grundschulen. 2007 ließ er sich in den Ruhestand versetzen und siedelte nach Salem am Bodensee um und heiratete die Konzertsängerin Dorothea Bartels.
1974 begann er als Autodidakt mit der künstlerischen Fotografie und richtete 1975 ein Schwarzweiß-Fotolabor ein. Bereits Ende 1975 nahm er an einer Gruppenausstellung in Aachen und Bilzen (Belgien) teil. Von 1976 bis 1978 war er Dozent für zeitgenössische Fotografie an der Volkshochschule Aachen und übernahm von 1980 bis 1987 einen Lehrauftrag für zeitgenössische Fotografie an der RWTH Aachen. Während dieser Zeit war er eingeschriebener Student, als der er sich intensiv mit dem Werk Jacques Lacans und den Poststrukturalisten befasste und nahm an Dissertationskolloquien der pädagogischen, kunsthistorischen und germanistischen Fakultäten teil.
Von 1983 bis 1985 leitete er Gesprächskreise zu den Ausstellungen der „Kleine Fotogalerie“ in Heinsberg und 1985/86 des Kunstvereins Region Heinsberg, an dessen Aufbau er maßgeblich mitbeteiligt war. 1986 war er Gründungsmitglied des Neuen Aachener Kunstvereins, wo die Gesprächskreise mit den ausstellenden Künstlern von 1988 bis 1991 fortsetzte. 1988/89 war er 2. Vorsitzender des „Kulturprojekt Düsseldorf e. V.“

## Auszeichnungen
- 1977 Erster Preis im Wettbewerb Arbeit und Freizeit, Kunstverein in Hamburg
- 1978 Ehrenauszeichnung der photokina, Köln
- 1978 Kunst-Förderpreis der Stadt Aachen
- 1982 Berufung in die Deutsche Gesellschaft für Photographie (DGPh)
- 1984 Stipendium für Zeitgenössische Deutsche Fotografie der Fotografischen Sammlung im Museum Folkwang und der Alfried Krupp von Bohlen und Halbach-Stiftung, Essen
- 1989 Stadtfotograf der Stadt Stolberg (Rhld.)

## Öffentliche Sammlungen
- Ludwig Forum für internationale Kunst, Aachen
- Suermondt-Ludwig-Museum, Aachen
- Rheinisches Landesmuseum Bonn
- Regionalmuseum Xanten
- Münchener Stadtmuseum, München
- Die Neue Sammlung, München
- Fotografische Sammlung im Museum Folkwang, Essen
- Bibliothèque nationale de France, Paris, Frankreich
- Museum voor Fotografie, Antwerpen, Belgien
- Sammlung der Universität Albuquerque, USA

## Einzelausstellungen
- 1978 Galerie Medium a, Aachen
- 1979 Neue Galerie/Sammlung Ludwig, Aachen
- 1979 Galerie Lange-Irschl, München
- 1980 Regionalmuseum Xanten
- 1981 Städt. Kunsthalle, Düsseldorf
- 1982 Galerie Oktogon, Hannover
- 1982 Neue Galerie/Sammlung Ludwig, Aachen (mit Walter Seitter)
- 1983
  - Kleine Fotogalerie Heinsberg
  - Institut Français de Vienne, Palais Clam-Gallas, Wien
  - Goethe-Institut, Paris
- 1988 delta galerie, Düsseldorf
- 1988 Avantgarde Gallery, Antwerpen
- 1989 Burggalerie der Stadt Stolberg (Rhld.) (mit Reiner Nachtwey)
- 1993 Kunstverein Region Heinsberg
- 2000 Kahlen/Titz/Galerie, Aachen
- 2002 Raum für Kunst, Aachen
- 2015 Kunstverein Friedrichshafen[3]

## Ausstellungsbeteiligungen (Auszug)
seit 1975 in 14 Ländern
- 1977/78 „Arbeit und Freizeit“
  - Kunstvereine in Hamburg und Göttingen
  - Münchener Stadtmuseum, München
  - Künstlerhaus Bethanien, Berlin
- 1979 „In Deutschland“, Rheinisches Landesmuseum, Bonn
- 1979 „Photographie 1839 - 1979“, Galerie Rudolf Kicken, Köln
- 1979/80 „To be a Child“
  - University of York (GB)
  - Congress Centre Lima (Peru)
  - Congress Centre Miami Beach (USA)
- 1980 „XI. Biennale de Paris“, Musée d`Art Moderne, Paris
- 1980/81 „Europäische Fotosammlungen präsentieren sich“
  - Kunsthaus, Zürich
  - Museum Folkwang, Essen
  - Königliche Bibliothek, Kopenhagen
  - Münchener Stadtmuseum, München
  - Museum Ludwig, Köln
  - Künstlerhaus, Wien
  - Rheinisches Landesmuseum, Bonn
- 1982 „Lichtbildnisse“ (Katalog), Rheinisches Landesmuseum, Bonn
- 1982 „1. Mai 1981 - Fotografien“, Haus Industrieform, Essen
- 1982 „Photographie en Allemagne 1920 - 1982“ (Katalog), Centre Culturel Pierre Bayle, Besançon (F)
- 1982/83 „Bilder aus der Bundesrepublik“, Kunstmuseum, Hannover
- 1983 „Photographie in Deutschland - Heute“
  - Koningklijke Akademie voor Schone Kunsten, Gent
  - Fotogalerij – Cultureel Centrum, Hasselt
  - Galerie du Musée de la Photographie, Charleroi
  - Het Wapenschild, Antwerpen
- 1983 „Museum Folkwang - Die fotografische Sammlung“, Museum Folkwang, Essen
- 1983 „Künstler in Aachen heute“, Suermondt-Ludwig Museum, Aachen
- 1984 „Nuove tendenze della ricerca fotografica europea“ (Katalog), Centro Studi Posillipo Napoli, Neapel, Italien
- 1985/86 „Nuove tendenze della fotografia europea“ (Katalog)
  - Centro d'arte Labirint, Montorio al Vomano, Italien
  - Galleria Il Labrinto, Teramo, Italien
  - Instituto italiano di Cultura, Porto, Portugal
- 1986 „Ständige Ausstellung“, Museum voor Fotografie, Antwerpen
- 1987 „Stipendien für Zeitgenössische Deutsche Fotografie der Alfried Krupp von Bohlen und Halbach-Stiftung 1984/1986“ (Katalog), Museum Folkwang, Essen
- 1989 „Deutsche Fotografie im 20. Jahrhundert“, Rheinisches Landesmuseum, Bonn
- 1995 Wohltätigkeits-Kunstausstellung / Versteigerung für die Opfer des Erdbebens in der Region Kobe, Japan, Matsuzakaya Galerie, Osaka; anschl. in Kokura, Tokuyama, Himeji (in Kooperation mit dem Goethe-Institut)
- 2003/4 „Zeitgenössische Deutsche Fotografie“, Stipendiaten der Alfried Krupp von Bohlen und Halbach-Stiftung
  - Museum Folkwang, Essen
  - Nationale Litauische Gemäldegalerie, Vilnius, Litauen
  - Kunsthalle Arsenal, Riga, Lettland
- 2003/04 „Europäische Wollstädte“
  - Galerie des Belgischen Rundfunks, Eupen Belgien
  - Textilmuseen in Lille, Sedan u. Roubaix, Frankreich
- 2005 „20x20“ Ausstellung zum 20j. Bestehen des Kunstvereins Region Heinsberg
- 2013 Performer bei der „Sinthome-Partitur“ von Dora Garcia, Kunsthaus Bregenz, Österreich
- 2014 „frei <> raum“, Kunstverein Friedrichshafen
- 2014 „Schöne neue BRD?“, Autorenfotografie der 1980er Jahre, Museum für Photographie Braunschweig
- 2016/17 „Interieur x Exterieur“, Ludwig Forum für internationale Kunst, Aachen[4]
- 2019 „Geschenkt - Gesammelt von Wolfgang Becker“, Stadtbad am Blücherplatz, Aachen[5]
- 2020 „Geschenkt“, Rheinisches Landesmuseum, Bonn[6]
- 2020 „FOTOGRAFIE - Wolfgang Schulz und die Fotoszene um 1980“, Museum für Fotografie, Stiftung Preußischer Kulturbesitz, Berlin[7]

## Buchbeiträge
- „Photo-Métro“, Contrejour Paris 1978 – ISBN 2-859-49-016-7.
- „Das Deutsche Lichtbild 1979“, Verlag Dr. Stache Stuttgart 1979 – ISBN 37956-0158-4.
- „... To Be A Child“, Published by International Psychology Committee, Columbus, Ohio, USA 1979 – ISBN 0-917668-03-0.
- „10 Jahre Neue Galerie – Sammlung Ludwig“, Aachen 1980.
- „dumont foto 2“, DuMont Buchverlag Köln 1980 – ISBN 3-7701-1153-2.
- „Eine Heimatkunde - Deutsches nach 1945“, Schirmer/Mosel 1981 – ISBN 3-921375-76-2.
- „Lichtbildnisse“, Rheinland-Verlag Köln 1982 –  ISBN 3-7927-0661-X.
- „TUMULT 4“, Beltz Weinheim 1982 – ISSN 0172-858X
- „Museum Folkwang Die Fotografische Sammlung“, Museum Folkwang Essen 1983.
- „Die erloschene Seele“, Dietrich Reimer Verlag Berlin 1988 ISBN 3-496-00946-2.
- „70er – einmal Zukunft und zurück“, DuMont Buchverlag Köln 1997 ISBN 3-7701-4011-7.
- „Zeitgenössische deutsche Fotografie“, Steidl Verlag Göttingen 2003 ISBN 3-88243-880-0.
- „Deutschland im Fotobuch“, Steidl Verlag Göttingen 2011 – ISBN 978-3-86930-249-2.

## Bücher/Kataloge
- „Fotografen in Aachen“, 1979, Hrsg. Stadt Aachen, Neue Galerie – Sammlung Ludwig
- „Ordnung – Eintracht - Frohsinn“, Rheinland-Verlag Köln 1980 ISBN 3-7927-0590-7.
- „Panta Rhei“, 2002 .
- „nachthell - tagdunkel“
- „Per aspera ad astra“, Der Imagoartist als Stadtfotograf 1989 Hrsg. Stadt Stolberg Rhld.

## Katalogbeiträge
- „In Deutschland“, Rheinlandverlag Köln 1979 – ISBN 3-7927-0486-2.
- „XIe Biennale de Paris“, Musée d’Art Moderne de la Ville de Paris, 1980.
- „Stipendien für Zeitgenössische Deutsche Fotografie“, Museum Folkwang Essen 1987.
- „WARE KUNST“, Museum der Stadt Ratingen 2002 – ISBN 3-926538-46-5.
- „20 × 20“, Kunstverein Region Heinsberg 2005.
- „Eine andere Sammlung“, Suermondt-Ludwig-Museum, Aachen 2006 – ISBN 3-929203-59-6.
- „frei <> raum“, Kunstverein Friedrichshafen 2013.
- „Schöne Neue BRD?“, Museum für Photographie Braunschweig 2014.